# All She Wants for Christmas
All She Wants for Christmas is een Amerikaanse speelfilm uit 2006 onder regie van Ron Oliver.

## Verhaal
Een jonge accountant probeert een speelgoedfabriek waar ze werkt te redden, terwijl ze ook een romance nastreeft met de mysterieuze nieuwe fabrieksarbeider die naar haar kleine stad komt.

## Rolverdeling
- Monica Keena - Judith 'Noelle' Dunn
- Tobias Mehler - Justin Allen
- Steve Bacic - James Emerson
- Ali Liebert - Priscilla Clark
- Sonya Salomaa - Ashley Aikens
- Denise Galik - Mary Lee Dunn
- Nelson Wong - Kenny
- Terry David Mulligan - Mayor Conway
- John Dadey - Barry Wallis
- Morgan Brayton - Carlotta
- Marsha Regis - Linda Smith
- Alexis Ioannidis - Server Joy